# Westelijke hoelok
De westelijke hoelok (Hoolock hoolock) is een soort mensaap uit de familie van de gibbons (Hylobatidae). De westelijke en de oostelijke hoelok (Hoolock leuconedys) werden tot 2005 tot dezelfde soort gerekend, of als ondersoorten beschouwd. Het is een bedreigde diersoort die voorkomt in India, Bangladesh, Myanmar en mogelijk nog in Tibet (China). 
Richard Harlan beschreef de soort in 1834 als Simia hoolock. De dieren die hij beschreef waren afkomstig uit de streek van Goalpara in Assam (Brits-Indië). "Hoolock" of "Voolock" was de inheemse naam voor de soort.

## Beschrijving
De westelijke hoelok is een relatief grote gibbon die gemiddeld 81 cm lang is. Mannetjes wegen gemiddeld 6,9 kg, vrouwtjes 6,1 kg. Het is verder een typische gibbon, dus een tengere aap zonder staart (een mensaap) met lange armen. De mannetjes zijn bijna zwart gekleurd, waardoor de witte wenkbrauwen heel erg opvallen. De vrouwtjes zijn grijsbruin, soms op de borst en rond de nek wat donkerder. Het verschil tussen de oostelijke en de westelijke hoelok is zeer klein. Vooral de vrouwtjes zijn in de natuur nauwelijks van elkaar te onderscheiden. Bij de westelijke hoelok vormt de witte wenkbrauwstreep één geheel, terwijl bij de oostelijke hoelok (H. leuconedys) de wenkbrauwstreep niet doorloopt.

## Verspreiding en leefgebied
De westelijke hoelok komt voor in noordoost India (Assam), Bangladesh, Tibet en in Myanmar ten westen van de Chindwinrivier (zie verspreidingskaart). Het leefgebied bestaat uit een aantal typen tropisch bos zoals primair regenbos, maar ook in subtropisch loofbos op berghellingen tot op een hoogte van 2500 m boven de zeespiegel (in de deelstaat Manipur in noordoost India). 
De westelijke hoelok leeft voornamelijk van rijp fruit. Ze dragen daardoor bij aan het verspreiden van zaden. In Assam werd ook waargenomen dat veel bladeren werden gegeten.

## Status als bedreigde soort
In Bangladesh en India wordt de grootste bedreiging gevormd door aantasting en versnippering van het leefgebied en door jacht. Jacht is waarschijnlijk ook een bedreiging voor de populaties in Tibet. Aan gibbonvlees wordt in de traditionele heelkunde in sommige streken binnen het verspreidingsgebied een heilzame werking toegeschreven. In Myanmar zijn landbouwkundig gebruik van het bos, jacht en politieke instabiliteit grote bedreigingen. Door dit alles is het zeer waarschijnlijk dat de totale populatie in de afgelopen 40 jaar met meer dan 50% (meer dan 1,7% per jaar) is achteruit gegaan. Anno 2019 werd de totale populatie geschat op minder dan 5000 individuen. Daarom staat de westelijke hoelok als bedreigde soort op de internationale rode lijst.